# Pilumnus rotundus
Pilumnus rotundus is een krabbensoort uit de familie van de Pilumnidae. De wetenschappelijke naam van de soort is voor het eerst geldig gepubliceerd in 1902 door Borradaile.